# سالوست
المؤرخ سالوست واسمه اللاتيني هو كما يلي:"Sallustins CRISPUS" ، باللغة العربية سالوست ، سالوستيوس ، ساليت ، سالوستيس ،(حسب دول المشرق العربي أو المغرب العربي) .
ولد المؤرخ الروماني سالوست سنة 86 ق.م بمدينة Amiternum بإقيلم أبروتسو بـ إيطاليا، وتوفي سنة 34ق.م بروما .
ينتمي إلى أسرة من العامة، ويناصر الحزب الديموقراطي، (populares). ويؤيد يوليوس قيصر ، وكان من المعجبين بالقنصل غايوس ماريوس ، ,أصبح عضوا في مجلس الشيوخ، وطرد منه عام 50 ق.م بتهمة أخلاقية.
تولى سالوستيوس حكم ولاية أفريقيا الجديدة AFRICA NOVA التي كونها قيصر من الأراضي المنتزعة من مملكة يوبا في 45 ق.م.
كان سالوستيوس يحاول الدفاع عن سياسة زعماء الحزب المناوئ للسناتو ( مجلس الشيوخ) بالكشف عن فساد الحزب الأرستقراطي، والرد على الدعاية ضد يوليوس قيصر.
وكان قنصلا للإمبراطورية الرومانية في سيرتا

## من مؤلفاته
- كتاب : حرب يوغرطة - حرب يوغرطة
- كتب سالوستيوس تاريخا اسمه:" HISTORIDE" تناول فيه الفترة 78 ـ 67 ق.م ولم يصلنا منه سوى فقرات ورسائل سياسية إلى قيصر القائد أو الشيخ في دستور الدولة.

## روابط خارجية
- سالوست على موقع الموسوعة البريطانية (الإنجليزية)
- سالوست على موقع إن إن دي بي (الإنجليزية)
- سالوست على موقع ديسكوغز (الإنجليزية)